# Le Temps des forêts
Pour plus de détails, voir Fiche technique et Distribution.
Le Temps des forêts est un film documentaire de François-Xavier Drouet de 2018 qui dénonce la « mal-forestation » et la monoculture forestière, résultant d'une sylviculture industrielle. Par son titre, en écho à la chanson Le temps des cerises, le documentaire exprime la nostalgie d'une certaine forêt chérie, en voie de disparition.

## Synopsis
Du Limousin aux Landes, du Morvan aux Vosges, Le temps des forêts est un voyage au cœur de la sylviculture industrielle et de ses alternatives. Ce documentaire montre à voir comment la forêt française est entrée depuis une cinquantaine d'années, dans une phase d’industrialisation inédite : mécanisation lourde, monocultures, engrais et pesticides, disparition des savoir-faire, … La gestion forestière s’apprête à suivre aveuglément, de manière accélérée, le modèle agricole intensif actuellement tant décrié. Le film indique que les forêts d’exploitation intensive, où l’homme ne laisse pousser qu’une essence d’arbre, sont tapissées de terres quasiment stériles. Forêt vivante ou « désert vert », les choix d’aujourd’hui sont en train de dessiner notre forêt de demain.

## Fiche technique
- Scénario : François-Xavier Drouet
- Producteurs : Raphaël Pillosio, Fabrice Marache, Emeline Bonnardet et Philippe Rayna
- Distributeur : KMBO[4]
- Image : Colin Lévêque, Georgi Lazarevski, Karine Aulnette, Nicolas Duchêne et François-Xavier Drouet
- Montage : Agnès Bruckert
- Son : Bruno Schweisguth, Nicolas Joly, Emmanuelle Villard et Sylvain Copans
- Musique : Frédéric D.Oberland
- Montage son : Bruno Schweisguth
- Date de sortie : France - 12 septembre 2018
- Visa d'exploitation : 144 724

## Récompenses
Le film a été récompensé en 2018 du :
- Grand Prix à la Semaine de la critique du Festival de Locarno[5] ;
- Prix du public au Verzio International Human Rights Documentary Film Festival (Budapest, Hongrie) ;
- Grand Prix du Film Festival della Lessinia (it) (Bosco Chiesanuova, Italie) ;
- 1er prix du jury au Mediterraneo Video Festival (Ascea, Italie) ;
- Mention spéciale au 16e Festival International Signes de Nuit tenu à Berlin ;
- Prix du meilleur documentaire au Tournai Ramdam Film Festival (Tournai, Belgique)[6].

## Accueil
Le documentaire du réalisateur a suscité un débat au sein de la filière bois,. S'il donne une place importante aux témoignages, il présente l'inconvénient de ne pas présenter les noms et qualités des personnes interrogées, si ce n'est au générique. Meriem Fournier, directrice d'AgroParitech Nancy, lui reproche aussi de ne pas avoir posé sa problématique de manière claire pour mieux formaliser sa question.  
Ce documentaire a plus provoqué une levée de boucliers d’une partie de la filière, qu’une réponse aux questions que voulait poser le film : l’interprofession France Bois Forêts (FBF), s’est indignée du propos blessant du documentaire à l’endroit de l'ensemble des professionnels, au nom desquels elle prétend s’exprimer, la fédération des syndicats de propriétaires forestiers Fransylva a justifié toutes les dérives présentées dans le film, la direction de l’Office National des Forêts a publié en interne des « éléments de langage » à destination de ses cadres et porte-parole et la coopérative Alliance Forêts Bois a tenté de faire retirer du montage l’interview de Stéphane Viéban, son directeur général, sur fond de plantation manuelle de pins maritimes dans les Landes de Gascogne. Ces réactions de quelques-uns renforcent l'omerta qui pèse au sein de la communauté des forestiers[réf. nécessaire].